# Trimdon
Trimdon är en ort och civil parish i Storbritannien.   Den ligger i kommunen Durham i riksdelen England, i den centrala delen av landet, 400 km norr om huvudstaden London. Trimdon ligger 144 meter över havet och antalet invånare är 3 074.
Terrängen runt Trimdon är huvudsakligen platt. Trimdon ligger uppe på en höjd. Runt Trimdon är det tätbefolkat, med 735 invånare per kvadratkilometer. Närmaste större samhälle är Middlesbrough, 18,4 km sydost om Trimdon. Trakten runt Trimdon består i huvudsak av gräsmarker.